# Euchroea spininasuta
Euchroea spininasuta är en skalbaggsart som beskrevs av Leon Fairmaire 1898. Euchroea spininasuta ingår i släktet Euchroea och familjen Cetoniidae. Inga underarter finns listade i Catalogue of Life.